# Рогатин (ґміна)
Ґміна Рогатин — сільська гміна в Рогатинському повіті Станиславівського воєводства Другої Речі Посполитої та у Крайсгауптманшафті Бережани Дистрикту Галичина Третього Райху. Адміністративним центром гміни було місто Рогатин.
Об’єднану сільську Рогатинську ґміну (рівнозначну волості) було утворено 1 серпня 1934 р. у межах адміністративної реформи в ІІ Речі Посполитій із суміжних тогочасних сільських ґмін (самоврядних громад): Вербилівці, Залип'я, Залужжя (за винятком частини, віднесеної до ґміни Княгиничі), Кліщівня, Кутці, Перенівка, Підвиння, Підгороддя, Потік, Путятинці, Руда, Фірлеїв, Черче. Місто Рогатин не входило до складу ґміни, а становило окрему громаду.
Площа ґміни — 125,79 км²

Кількість житлових будинків — 2 025

Кількість мешканців — 11 571
Національний склад населення ґміни Рогатин на 01.01.1939:
| село       | населення | українці-грекокатолики | українці-латинники | євреї  | німці  | поляки | польські колоністи |
| ---------- | --------- | ---------------------- | ------------------ | ------ | ------ | ------ | ------------------ |
| Вербилівці | 810       | 810                    |                    |        |        |        |                    |
| Залип’я    | 470       | 410                    | 30                 | 10     |        | 20     |                    |
| Залужжя    | 1120      | 1080                   | 20                 |        |        | 20     |                    |
| Кліщівня   | 1040      | 990                    | 40                 | 10     |        |        |                    |
| Кутці      | 350       | 320                    | 5                  | 5      |        | 20     |                    |
| Перенівка  | 210       | 190                    | 20                 |        |        |        |                    |
| Підвиння   | 530       | 450                    | 40                 | 5      |        | 35     |                    |
| Підгороддя | 1140      | 1080                   | 30                 | 20     |        | 10     |                    |
| Потік      | 980       | 770                    | 50                 | 5      | 5      | 10     | 140                |
| Путятинці  | 1820      | 1640                   | 640                | 80     |        | 80     | 120                |
| Руда       | 640       | 620                    | 5                  |        |        | 15     |                    |
| Фирліїв    | 1680      | 1160                   | 440                | 20     | 10     | 50     |                    |
| Черче      | 1770      | 1760                   | 5                  | 5      |        |        |                    |
| Загалом    | 12560     | 10640                  | 1325               | 160    | 15     | 260    | 260                |
| Відсотки   | 100 %     | 84,71 %                | 10,55 %            | 1,27 % | 0,12 % | 2,07 % | 2,07 %             |

17 січня 1940 р. ґміна була ліквідована, а територія увійшла до новоствореного Рогатинського району.
Гміна (волость) була відновлена на час німецької окупації з липня 1941 р. до липня 1944 р.
На 1.03.1943 населення ґміни становило 11 565 осіб..